# کیانیت
کیانیت (به انگلیسی: Cyanite) با فرمول شیمیایی Al2[6][O-SiO4] از مجموعه کانی هاست و از واژه یونانی آب kuanos اخذ شده‌است. نامحلول در اسیدها Al2O۳:۶۲٫۹۳٪ SiO۲:۳۷٫۰۷٪ و ادخال‌های Se,Cr برای اولین بار در ایتالیا کشف شد و از نظر شکل بلور: منشوری - قرصی شکل - ماکله، رنگ: سفید - آبی - خاکستری - متمایل به سبز زرد، شفافیت: شفاف - نیمه شفاف، جلا: شیشه‌ای - صدفی، رخ: کامل - مطابق با سطح ناقص- مطابق با، سیستم تبلور: تری کلینیک و در رده‌بندی سیلیکات است همچنین خاصیت مغناطیسی ندارد و منشأ تشکیل آن دگرگونی - پگماتیتی است.
همایند کانی‌شناسی (پارانژ) آن سختی - چگالی - اشعه X - واکنشهای شیمیاییسیلیمانیت- سیلیمانیت- آندالوزیت- آلماندن- استئارولیت- کرندوم است
، از نظر ژیزمان بلوری - آگرگات شعاعی - توده‌ای فراوان ; URSS به صورت بلورهای درشت یافت می‌شود و در آمریکا، ایتالیا، یوگسلاوی، اطریش، سوئیس، سوئد، کنیا، هند، استرالیا (تصادفی)، برزیل و.... یافت می‌شود.